# 帯祝い
帯祝い（おびいわい）とは、妊婦の妊娠5か月目にあたる戌の日に、安産を祈願して腹帯を巻く儀式のこと。着帯式とも。帯祝いの帯は岩田帯と呼ばれる。
帯は妊婦の親族から贈られ、着帯の儀式を行った後は親族による共食の祝宴が行われる。この腹帯をした妊婦と共に安産祈願の神社に出向き、安産を祈るのが一般的な形である。
期日は妊娠5か月目の戌の日が通例だが地方によって3か月や7か月の場合もある。「呉竹集」に、「女の孕みて肌にする帯なり、五月といふに結ぶなり」とある。紅白の布それぞれ8尺を用い、これに「寿」の文字、または神仏祈願の文字を書くこともある。
日本にはあるがヨーロッパや中国などにはない慣習であるといわれる。
『玉葉』治承2年（1178年）3月19日の条に「晩に及んで雨降る。[中略]今日、関白、書を送つて云ふ。明日、女房、着帯す可し。」、翌20日の条に「今日、中務権大輔経家朝臣、関白の使となりて来る。即ち帯を献じたり。白生絹、長さ一丈二尺、六重に折りて之を帖す」とあり、『山槐記』治承2年6月28日の条に「中宮御懐妊、五箇月に当る。仍つて、御着帯の事あり。初度なり」とある。

## 意味づけ・由来
妊婦が帯をしめることには妊娠を外形的に表現して地域共同体（ムラ）に知らしめる儀礼的意味合いがあると考えられる。近世の日本では胎児の間引きが多く行われたが、帯祝いを済ませた児は育てられた。
記録上は昭和37年（1962年）の調査では妊娠5か月目（地域により3-7か月目と幅がある）の戌の日に腹帯をすることが一般的になっていたが、江戸時代半ばまではそうした習俗はなかったという。戌の日に行う理由としては、犬は安産だからそれにあやかったものという俗説がある。犬は霊界に行き来する霊獣だからという説もある。5か月目には安定期に入り、目立ってきたお腹を保護すると共に「岩のように丈夫な赤ちゃんを」という願いも込められている。
現代では白の腹帯を着用することが多い。神聖な色とされる白色の腹帯を纏うことにより、呪術的意味で胎児を保護する意味があるとも考えられる。地方により、紅白二色、黄色、うこん色などの伝統もある。
新羅征伐に際して出産しそうになった神功皇后が腹帯を巻いてそれをしずめたとの故事が由来だとする説がある。

## 効果
江戸時代以来、妊婦が腹帯をしめることは母子にとって有害だとする説と無害・有益とする説とがあり、決着がついていない。
医学的にもこの帯を巻くことは意味がある。お腹を保護し、胎児の位置を安定させる効果がある。また妊婦たる女性に、自分が妊婦であるということを自覚させ、慎重に動くようになるなどの心理的効果が認められている。